# 조동성
조동성(趙東成), (1949년 1월 12일 ~ )은 대한민국의 교육인이자 학자이다.
조동성 교수는 서울대학교 경영학과를 졸업하고 하버드에서 경영학박사를 취득한 후 걸프오일 회사를 거쳐 1978년부터 2014년 2월까지 서울대학교 경영대학에서 전략 및 국제경영 교수로 봉직하면서 국제지역원 원장과 경영대학 학장을 역임했다. 2014년 6월에는 중국 북경에 있는 미국형 경영대학인 장강상학원(長江商學院/CKGSB) 전략전공 교수직을 맡았고, 2016년-2020년 7월까지 국립대학법인 인천대학교 총장으로 재직하며 대학 혁신을 이끌었다. 현재 서울대 명예교수로 산업정책연구원(IPS)이사장을 맡고 있다. 

## 미래를 향해서
조동성은 산업정책연구원(The Institute for Industrial Policy Studies: IPS) 이사장 직을 수행하고 있다. IPS는 지역산업정책, 국가경쟁력, 국가브랜드, 지속경영보고서, 공유가치창출에 대한 정부정책개발 및 산업자문 분야에서 선도적인 역할을 담당해왔다. 
IPS는 세계적인 주제를 대상으로 연구결과를 발표한다. 2000년 시작한 국가경쟁력 연구로 IPS는 스위스 IMD 및 WEF와 더불어 국가경쟁력 연구를 수행하는 세계 3대 연구소로 자리매김하고 있다. 2020년 9월 24일 발표한 국가경쟁력 랭킹에서 한국은 정부와 기업이 차별화전략을 채택한다면 62개 국가 중 10등, 전략이 없다면 26등, 저원가전략을 채택한다면 38등의 경쟁력을 가지는 것으로 나타났다. 세계적으로 평가 받는 두 번째 연구는 국가브랜드 가치평가이다. 2020년 9월 16일 발표한 국가브랜드가치 평가에서 한국은 세계 33개국 중 8등을 했다. 
조동성은 세계 100여개 대학의 연합체인 한자대학동맹(Hanseatic League of Universities) 2대 회장을 맡아 WURI (World’s Universities with Real Impact) Ranking이라는 이름으로 사회와 산업에 도움을 주는 혁신 대학 랭킹을 개발하고 있다. 
조동성은 메커니즘경영학회 창립회장으로 동료, 제자들과 함께 메커니즘 기반 경영학을 연구하고 있다. 동시에 대한민국 대검찰청 감찰위원회 위원장, 프로축구리그 이사, 자연환경국민신탁 이사장, 핀란드 명예총영사, 국가브랜드진흥원 명예이사장을 맡고 있다.

## 최근 활동
조동성은 2020년 7월 28일 4년간의 국립 인천대학교 제15대 총장직을 끝냈다. 인천대는 서울대학교와 함께 국내 2개밖에 없는 법인국립대학 2곳 중 하나이다. 조 총장이 인천대에서 시행한 대표적인 혁신 프로그램은 연구 분야에서 '초점이 있는 연구중심대학 (Focused Research University: FRU)', 교육 분야에서 '매트릭스 칼리지 (Matrix College)', 사회공헌 분야에서 '트라이버시 (Tri-versity),' 국제공헌 분야에서 ‘국제교사자격증 (International Teacher’s License: ITL)’ 등 4가지였다.
연구에서 시행하고 있는 FRU는 교수들이 각자 자신이 전공하는 연구 주제에 추가해서 인천대에서 선정한 특정 연구 주제에 대해 융합연구를 진행하도록 권장하는 제도이다. 다양한 분야에서 연구를 하는 교수들에게 연구주제에 관계없이 우수한 학술논문을 내도록 격려하는 '종합적 연구중심대학 (Comprehensive Research University: CRU)’과 달리, 인천대는 11개 대학 64개 학과 교수 500명 전원을 대상으로 ‘바이오,’ ‘통일후 통합,’ ‘일대일로전략과 중국화교,’ ‘기후변화와 녹색기후기금,’ ‘스마트 시티와 스마트 에너지,’ ‘빅데이터와 인공지능’에 대한 연구를 실시할 때 연구 자금 및 관련 서비스를 제공한다. 인천대는 6개의 초점 중 2-3개에서 세계적 경쟁력을 가진 FRU가 되기 위해 노력하여, 그 결과 세계 일등대학이 아니라(not the best university) 세계 유일의 대학이 되고자 하고 있다(but the only university).
교육에서는 매트릭스 칼리지라는 개념을 개발했다. 인천대의 매트릭스 칼리지는 3개의 축으로 구성되어 있다. X축은 이론 중심의 64개 기존 전공을 포함하고, Y축은 28개사, 7개 NGO, 20개 단체가 개발한 산업 현장 중심의 55개 주제를 포함하고, Z축은 모든 선택 과목을 포함한다. 재학 중에 현장을 이해하고자 하는 학생들은 입학 당시 이미 선택한 X축 전공에 추가해서 Y축 주제에서 1개를 선택하면 된다. 그런 의미에서 매트릭스 칼리지는 “대학속 기업”이다.
사회공헌에서는 시민들이 평생 세 차례 대학에 와서 정규 학위 과정에서 학위를 이수하는 트라이버시티(Tri-versity)라는 단어를 만들었다. 이제 대학은 20대 초반 젊은이 외에, 40대를 위한 재취업 및 창업 교육, 60대를 위한 제3의 인생 준비를 제공하자는 것이다. 인천대는 100만명이 넘는 청년 실업자들에게 제공하는 ITL이라는 자격증 프로그램을 시작했다. ITL을 가진 젊은이들은 전세계 200개가 넘는 개발도상국들에서 절대적으로 부족한 초중고 교사 역할을 수행한다.
조 총장은 인천대를 3년만에 '창업인큐베이터'로 만들었다. 인천대는 2016년부터 2018년까지 전국 국립대 중 지역주민 창업 촉진 부문에서 1위를 차지했고, 여기에서 더 나아가 교직원이 대학문화의 진정한 원동력이라는 전제 하에 학생과 교수진 창업에 앞서 직원 창업을 장려했다. 조 총장은 봄과 가을 학기 모두 '창조적 창업(Creative Start-up)'이라는 학부 과목을 직접 가르친다. 2018년 인천대 학생들이 창업기업 41개를 설립하여, 전국 국립대 중 2위인 서울대 학생 창업 16명을 2배 이상 뛰어넘는 1위를 했다. 2019년에는 인천대 학생들이 창업기업 61개를 설립하여 2위 영남대 49개, 3위 한양대 43개를 뛰어넘어 국내 400여 대학 중 1위를 했다.
조 총장은 2017년부터 2019년까지 경기도와 인천시 32개 대학으로 구성된 대학총장연합회 회장으로 봉사했다. 2018년부터 2020까지는 5년마다 190여개 국내 대학을 인증하는 책임을 교육부로부터 부여 받은 한국대학평가원 위원장 역할을 담당했다.
조동성 총장은 항구도시총장회의(Port-City University Summit)를 창설하고 2017년 9월에 인천대 캠퍼스에서 제1회 총회를 개최했다. 이 회의에는 25개 대학에서 총장을 비롯한 대표들이 모여 해양학을 비롯한 항구도시 대학들의 공통관심사에 대해 논의했다. 2018년 제2회 총회는 타이완 타이페이에서 열렸고, 2019년 제3회 총회는 UAE 라스알카이마에서 열렸다. 
조 총장은 2018년 네덜란드 한자대학 창립 220주년 행사에 참석하여 한자대학동맹 창설을 제안한 결과 즉석에서 제1회 총회를 열었다. 제2회 총회는 2019년 7월 인천대 캠퍼스에서 열었고, 이 총회에 참석한 73개 대학의 총장을 비롯한 250여 대표들은 WURI Ranking이란 새로운 대학랭킹제도를 시작하기로 만장일치로 합의했다. 
WURI Ranking은 평가기준, 평가방법, 평가대상에서 기존 세계 대학랭킹과 차별화된다. 첫째, 평가기준에 있어서는 (1) 교수들의 순수학술 연구를 평가기준으로 하는 기존 랭킹과 달리, 대학의 연구개발이 사회와 산업에 미치는 영향을 평가한다. (2) 취업을 평가하는 기존 랭킹과 달리, 학생들의 창업을 평가한다. (3) 졸업생들의 몸값을 평가기준으로 하는 기존 랭킹과 달리, 대학교육에서 윤리, 사회적책임, 인성 교육을 평가한다. 둘째, 평가방법에 있어서는 과거를 보여주는 통계수치를 수집하는 기존 랭킹과 달리, 각 대학이 미래를 변화시키기 위해 실시하는 혁신 프로그램을 사례형식으로 수집해서 평가한다. 셋째, 평가대상에 있어서는 교육부가 아니라 고등학교 졸업생 관점에서 평가대상을 선정한다. 즉 학위를 수여하는 대학 외에 학위를 수여하지 않지만 대학 못지 않게 고3졸업생들의 미래를 열어주는 교육기관을 평가대상에 포함시킨 것이다.
2020년 6월 11일에 발표된 제1회 WURI Ranking 결과를 보면 스탠포드대학(1위), MIT(2위), 핀란드 알토대학(3위), 아리주나주립대학(7위)과 같은 기존 대학과 미국의 미네르바스쿨(5위)과 싱귤래리티대학(16위), 프랑스의 에콜42(17위) 등 자체적으로는 학위를 수여할 수 없는 교육기관이 함께 상위에 올라있다. 한국에서는 서울대(15위)에 이어 인천대(35위)가 두 번째로 올라있다. WURI Ranking은 한자대학동맹, 유엔훈련연구원(United Nations Institute for Training and Research: UNITAR), 스위스 프랭클린 대학 테일러연구원(Taylor Institute, Franklin University Switzerland: TIFUS), 한국 국제경쟁력연구원(The Institute for Policy and Strategy on National Competitiveness: IPSNC) 등 4개 세계기관이 동시에 주최한다.

## 과거
조 총장은 1978년부터 2014년까지 36년간 서울대학교 경영대학 교수로 재직하면서 전략, 국제경영, 지속가능경영, 경영디자인, 창의성 과목을 맡아서 가르쳤고, 2014년부터 2016년까지 2년간 중국 베이징에 있는 미국형 경영대학인 장강경영대학원(CKGSB) 전략학과 교수를 역임했다. 
조 총장은 1976년 하버드 대학 경영대학원(Harvard Business School)에서 박사학위를 받았고, 펜실베이니아주 피츠버그 시 걸프오일회사(Gulf Oil Corporation)에서 2년간 근무한 뒤 1978년 귀국했다. 그 후 하버드 경영대학원, 미시간대(University of Michigan), 보스턴대(Boston University), 듀크대(Duke University), 프랑스 INSEAD, 핀란드 헬싱키 경제대학원(현 알토대학: Aalto University), 호주 시드니대 (University of Sydney), 일본 도쿄대(東京大學), 히토쓰바시대(一橋大學), 중국 페킹대학(北京大学), 저장대학(浙江大学), 난카이대학(南开大学)에서 초빙교수를 지냈다.
조 총장은 주요 학술지에 115개의 학술 논문을 발표했다. 그가 집필했거나 공동 집필한 저서 70여 권 중에는 영문 19권, 중문 5권이 포함되어 있다. 그는 또한 3권의 소설을 썼다. 그가 최근 출판한 책 두 권은 ‘4FACT: 패러다임을 바꾸는 네 가지 창조적 전략’과 ‘크리에이티브 솔류션: 창조의 벽을 뛰어넘는 방법’이다. 이 두 책에서 그는 평범한 사람이라도 창조 과정만 알면 창조할 수 있다는 전제 하에 창조하는 과정을 설명한다.
2007년 한국 정부는 그에게 황조근정훈장을 수여했다. 2004년에는 대통령 표창을, 2000년에는 산업자원부로부터 산업포장을 받았다. 매일경제신문 이코노미스트상, 전국경제인연합회의 자유경제출판문화상, 한국경영학회 올해의 경제/경영학상 등은 그의 학문적 업적에 대한 평가 결과이다. 2015년 핀란드 대통령은 그에게 ‘핀란드 백장미 훈장 일등 작위 기사 (The Knight, First Class of the Order of the White Rose of Finland)’를 수여했다.
최근 기업 임원과 경영자를 대상으로 실시한 여론 조사에서는 그를 ‘한국 경영 구루 1위’로 꼽았다. 
조 총장은 2007년 인제대학교, 2011년 핀란드 알토대학 (Aalto University)에서 각각 명예박사 학위를 받았다.